# 2018 في تشيلي
فيما يلي قوائم الأحداث التي وقعت خلال عام 2018 في تشيلي.

## سياسة

### تعيين في المنصب
- 11 مارس – ألفريدو مورينو Minister of Social Development of Chile ‏.
- 11 مارس – أندريس تشادويك Interior and Public Security Minister of Chile ‏.
- 11 مارس – جورجيو جاكسون عضو مجلس النواب التشيلي ‏.
- 11 مارس – روبرتو أمبويرو وزير الشؤون الخارجية في تشيلي ‏.
- 11 مارس – ريكاردو ويبر عضو مجلس الشيوخ التشيلي ‏.
- 11 مارس – سبستيان بنييرا رئيس تشيلي.
- 9 أغسطس – ماوريسيو روجاس Minister of Culture and the Arts ‏.

### انتهاء فترة المنصب
- 11 مارس – جورجيو جاكسون عضو مجلس النواب التشيلي ‏.
- 11 مارس – ريكاردو ويبر عضو مجلس الشيوخ التشيلي ‏.
- 11 مارس – ميشال باشليت رئيس تشيلي.
- 13 أغسطس – ماوريسيو روجاس Minister of Culture and the Arts ‏.

## رياضة
- 1 يناير – الدوري التشيلي لكرة القدم 2018 الفائز نادي أونيفرسيداد كاتوليكا.

## وفيات

### يناير
- 23 يناير – مارسيلو رومو (مواليد 1941) ممثل تشيلي.
- 23 يناير – نيكانور بارا (مواليد 1914) شاعر ورياضياتي تشيلي.

### فبراير
- 3 فبراير – داريو سالاس سومر (مواليد 1935) كاتب تشيلي.
- 5 فبراير – مارغوت دوهالدي (مواليد 1920) أول طيارة عسكرية تشيلية أنثى.

### مارس
- 23 يناير – مارسيلو رومو (مواليد 1941) ممثل تشيلي.

### يوليو
- 26 يوليو – أورلاندو راميريز (مواليد 1943) لاعب كرة قدم تشيلي.

### سبتمبر
- 3 سبتمبر – بيدرو فيلاغرا (مواليد 1934) ممثل تشيلي.
- 14 سبتمبر – برناردو بيلو (مواليد 1933) لاعب كرة قدم تشيلي.
- 24 سبتمبر – فيسنتي بيانكي (مواليد 1920)
- 26 سبتمبر – مانويل رودريغيز (مواليد 1939) لاعب كرة قدم تشيلي.